# Parionina chinensis
Parionina chinensis är en kräftdjursart som beskrevs av Hugo Frederik Nierstrasz och Brender a Brandis 1931. Parionina chinensis ingår i släktet Parionina och familjen Bopyridae. Inga underarter finns listade i Catalogue of Life.